# Suzette Charles
Pour les articles homonymes, voir Charles.
Suzette Charles, née Suzette DeGaetano, le 2 mars 1963, à Mays Landing, au New Jersey, aux États-Unis, est une chanteuse et une actrice pour la télévision américaine. Elle est couronnée Miss New Jersey (en) 1983. Lors du concours de beauté de Miss America 1984, elle est la première dauphine de Vanessa Lynn Williams, qui obtient le titre. Toutefois, cette dernière contestée est contrainte de rendre sa couronne, car elle est noire, mais aussi menacée de la publication de photos intimes, au profit de sa dauphine,.

## Source de la traduction
- (en) Cet article est partiellement ou en totalité issu de l’article de Wikipédia en anglais intitulé « Suzette Charles » (voir la liste des auteurs).